# Arthur Aguiar
Arthur Queiroga Bandeira de Aguiar (Río de Janeiro, 3 de marzo de 1989), más conocido por Arthur Aguiar, es un actor, cantante y ex nadador brasileño. Fue uno de los seis jugadores brasileños de la telenovela Rebelde.

## Carrera
Aguiar nació y creció en Río de Janeiro. Fue nadador hasta los 19 años, ganó títulos y medallas en competiciones. En 2008 comenzó su carrera artística haciendo obras de teatro, A Pena e a Lei, Segredos de Um Show Bar y Caminhando Pelo Passado. En 2009, Arthur actuó en Princesas No Faz de Conta, Um Rio Chamado Machado y Os Melhores Anos das Nossas Vidas.
En televisión, hizo una pequeña participación en Malhação en 2008 y 2009, en la telenovela Cuna de Gato en 2009 actuando como Lucas, el falso hijo biológico de Alcino y en Tempos Modernos en 2010. También en 2010 protagonizó la serie de Multishow, Bicicleta e Melancia. 
En 2011, Aguiar se hizo famoso a nivel nacional al interpretar a Diego, uno de los protagonistas de la telenovela Rebelde de RecordTV. Su personaje era un adolescente ignorado por su padre, que era adicto a las bebidas. Como en la novela, Arthur también formó parte  del grupo musical Rebeldes, que lanzó CDs en 2011 y 2012 e hizo shows por todo Brasil.
El grupo musical llegó a su fin en 2013, el mismo año en que Arthur actuó en la segunda producción de Record, Dona Xepa interpretando a Édison, hijo de la protagonista. A finales de 2013 regresó a la Rede Globo y participó en los primeros capítulos de la novela La Sombra de Helena, interpretando a Virgílio cuando era joven. En 2014 fue el protagonista de la 22.ª temporada de Malhação.
En 2016, actuó en la telenovela Êta Mundo Bom!.
En 2017, interpretó al estudiante de geología Diego en O Outro Lado do Paraíso. En 2018 participó en Malhação jugando a Fábio, un chico enamorado tratando de destruir a la pareja Pérola y Márcio. En 2019 participó en Segunda Chamada.

## Filmografía

### Televisión
| Año       | Título                       | Personaje                     | Notas                                      |
| --------- | ---------------------------- | ----------------------------- | ------------------------------------------ |
| 2008      | Malhação                     | Grafitero                     | Episodio: 2 de agosto                      |
| 2009      | Cama de Gato                 | Lucas                         | Episodio: del 30 a 31 de octubre           |
| 2009      | Malhação                     | Niño en fiesta                | Episodio: 23 de noviembre                  |
| 2010      | Tempos Modernos              | Estudiante de conservatorio   | Episodio: 8 de abril                       |
| 2010      | Bicicleta e Melancia         | Estevão                       |                                            |
| 2011-2012 | Rebelde Brasil               | Diego Maldonado               |                                            |
| 2012      | A Tragédia da Rua Das Flores | Víctor                        |                                            |
| 2013      | Dona Xepa                    | Édison Losano                 |                                            |
| 2014      | La Sombra de Helena          | joven Vírgilio Machado        | Episodio: 3 de febrero                     |
| 2014      | Malhação                     | Carlos Eduardo Menezes (Duca) | Temporada 22                               |
| 2015      | Dança dos Famosos            | Él mismo                      | Temporada 12                               |
| 2015      | Não se Apega, Não!           | Gustavo                       | Episodio: 8 de noviembre                   |
| 2016      | Êta Mundo Bom!               | Osório Dias                   |                                            |
| 2016      | Vai Que Cola                 | Formiga                       | Episodio: Mercado Paralelo                 |
| 2017-2018 | O Outro Lado do Paraíso      | Diego Barros                  |                                            |
| 2018      | Malhação                     | Fábio                         | Episodio: del 28 de diciembre a 3 de enero |
| 2019      | Segunda Chamada              | Evandro                       | Episodio: 12 de noviembre                  |
| 2021      | Super Dança dos Famosos      | Él mismo                      |                                            |
| 2022      | Big Brother Brasil           | Él mismo                      | Temporada 22: Ganador                      |

### Cine
| Año  | Título                         | Personaje     | Notas   |
| ---- | ------------------------------ | ------------- | ------- |
| 2010 | High School Musical: O Desafio | Estudiante    |         |
| 2010 | Ponto Final                    | Cadete        |         |
| 2013 | Despicable Me 2                | Antonio Pérez | Doblaje |
| 2018 | Pluft, o Fantasminha           | Sebastião     |         |